# Comité Olímpico Búlgaro

Bandera de Bulgaria.

El Comité Olímpico Búlgaro (en búlgaro: Български олимпийски комитет, abreviado como БОК, COB) es una organización sin ánimo de lucro que sirve como Comité Olímpico Nacional de Bulgaria y que forma parte del Comité Olímpico Internacional. Fue creado el 30 de marzo de 1923 (aunque Bulgaria participaba en los Juegos Olímpicos desde Atenas en 1896), disuelto durante un corto período entre septiembre de 1944 y 1952, y, desde entonces, ha representado a su país en las citas olímpicas

## Presidente del COB
- Eftim Kitanchev (1923-1925)
- Dimitar Stanchov (1925-1929)
- Velizar Lozanov (1929-1941)
- Rashko Atanasov (1941-1944)
- Vladimir Stoychev (1952-1982)
- Ivan Slavkov (1982-2005)
- Stefka Kostadinova (2005-)